# محمد باشا الطباخ
محمد باشا الطباخ أو محمد باشا العشچي (بالتركية: Aşçı Mehmed Paşa)‏ هو سياسي عثماني، تولى منصب قبطان باشا البحرية العثمانية.

## مناصبه
تولى المناصب التالية:
- قبطان باشا (أكتوبر 1713م–يناير 1714م).

## أنظر أيضا
- قائمة قباطين البحر العثمانيين.